# Indianapolis Ice
Indianapolis Ice war ein US-amerikanisches Eishockeyfranchise der International Hockey League aus Indianapolis, Indiana. Die Spielstätte der Ice war das Indiana State Fairgrounds Coliseum.

## Geschichte
Indianapolis Ice wurde 1988 als Franchise der International Hockey League gegründet. Nachdem sie in ihrer Premierenspielzeit noch die Playoffs verpasst hatte, gewann die Mannschaft in der Saison 1989/90 zum ersten und einzigen Mal unter dem kanadischen Ex-NHL-Spieler Darryl Sutter den Turner Cup, nachdem sie im Finale die Muskegon Lumberjacks in der Best-of-Seven-Serie mit einem Sweep schlugen. Anschließend konnte Indianapolis jedoch nicht an diesen Erfolg anknüpfen und erreichte erst in der Saison 1998/99 wieder die zweite Playoff-Runde. Im folgenden Jahr wechselte das Team aus Indiana in die Central Hockey League, in der sie auf Anhieb in der Saison 1999/2000 den Miron Cup als CHL-Meister gewannen. Nach weiteren vier Jahren in der CHL wurde das Franchise 2004 nach Topeka, Kansas, umgesiedelt, wo es anschließend unter dem Namen Topeka Tarantulas am Spielbetrieb der CHL teilnahm.

## Team-Rekorde (IHL)

### Karriererekorde
Spiele: 320  Sean Williams
Tore: 130  Sean Williams
Assists: 156  Sean Williams
Punkte: 286  Sean Williams
Strafminuten: 712  Warren Rychel

## Bekannte Spieler
- Hugo Bélanger
- Jeff Buchanan
- Bruce Cassidy
- Robert Cimetta
- Danton Cole
- Steve Dubinsky
- Karl Dykhuis
- Mike Eagles
- Paul Gillis
- Dominik Hašek
- Tony Hrkac
- Sergei Kriwokrassow
- Brad Lauer
- Jimmy Mann
- Kip Miller
- Ethan Moreau
- Brian Noonan
- Warren Rychel
- Mike Stapleton
- Andrei Trefilow
- Jimmy Waite
- Brad Werenka
- Todd White